# باغلار
باغلار هي قرية في مقاطعة كليبر، إيران. عدد سكان هذه القرية هو 39 في سنة 2006.